# Pont Paul-Bert
Le pont Paul-Bert (Vieux-Pont avant 1889) est un pont maçonné d'Auxerre, en France. Franchissant l'Yonne (rivière), il est l'un des principaux points routiers reliant la partie ouest (vieille ville) et est de la commune.

## Description
Si le pont actuel est relativement récent, un pont existe à cet endroit depuis l'Antiquité, à une date estimée entre 37 et 17 avant J.-C.. Son origine serait une demande de Marcus Vipsanius Agrippa, connu pour la Via Agrippa, dans le cadre du développement de la voie d'Autun à Boulogne-sur-Mer via Troyes. Toutefois, il n'est mentionné qu'en 1075. Partiellement détruit en 1265, fortifié au XIVe siècle, le pont perd son aspect militaire au XVIIIe siècle, date de la destruction des remparts de la ville. Le pont subit également de grands travaux au XIXe siècle pour faciliter le trafic fluvial et routier.

### Statue de Paul Bert
Une statue de Paul Bert réalisée par Émile Peynot se situe sur le pont depuis 1889. Le pont est depuis baptisé du nom de cette personnalité. 

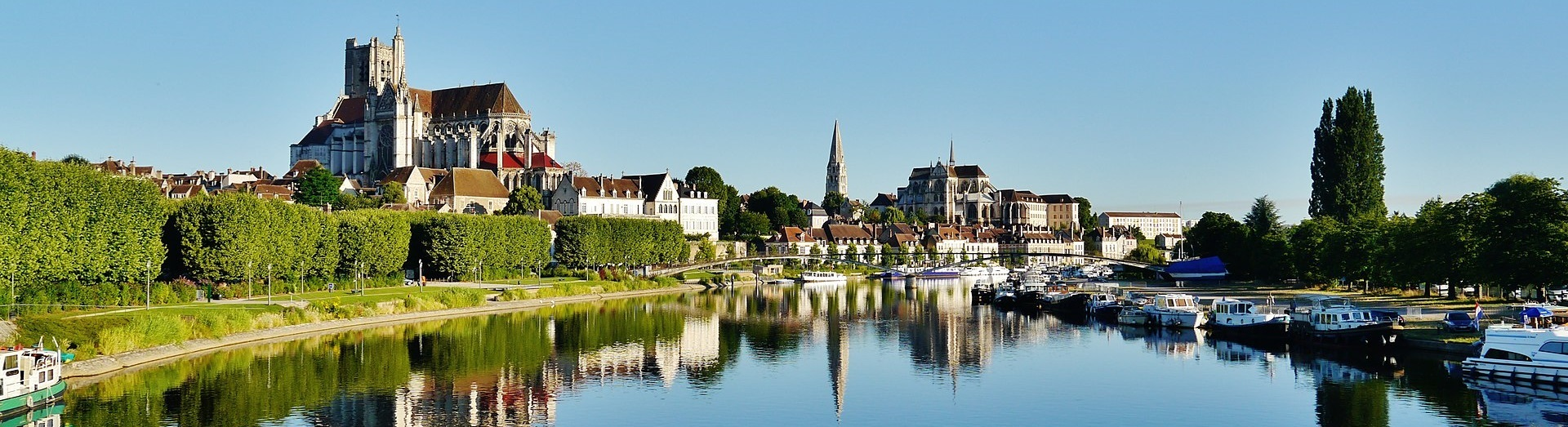
Vue d'Auxerre depuis le pont Paul-Bert en 2019.